# Acrocercops syzygiena
Acrocercops syzygiena là một loài bướm đêm thuộc họ Gracillariidae. Nó được tìm thấy ở Nam Phi.
Ấu trùng ăn Syzygium cordatum. Chúng ăn lá nơi chúng làm tổ.